# Carine Roitfeld
Carine Roitfeld ka.ʁin ʁwat.fɛld (Parigi, 19 settembre 1954) è un'editrice francese, direttrice di Vogue Paris dal 2001 al 2011.
Ex modella e giornalista, ha annunciato le proprie dimissioni il 17 dicembre 2010 ed il suo posto è stato preso da Emmanuelle Alt.

## Biografia
Suo padre, Jacques Roitfeld, morto nel 1999, era un produttore cinematografico trasferitosi a Parigi dove aveva conosciuto sua madre. Roitfeld ed il suo compagno, Christian Restoin, sono stati insieme per circa trent'anni senza mai sposarsi. Restoin è stato il creatore della linea di abbigliamento Equipment, chiusa nel 2001 dopo che la Roitfeld accettò il posto a Vogue. La coppia ha avuto due figli, Julia Restoin Roitfeld nata nel 1980 e Vladimir Restoin Roitfeld nel 1984
All'età di diciotto anni, Carine Roitfeld iniziò a lavorare come modella, dopo essere stata notata lungo una strada di Parigi da un fotografo britannico. In seguito, tuttavia la Roitfeld venne impiegata come scrittrice e stilista per l'edizione francese di Elle, mentre sua figlia Julia, nel 1990 veniva fotografata da Mario Testino per Vogue Bambini. Roitfeld e Testino iniziarono una frequente collaborazione, realizzando vari servizi per Vogue America e Parigi. Roitfeld intanto lavora come consulente anche per Tom Ford a Gucci ed Yves Saint-Laurent per sei anni
 Nel 2001 viene approcciata dal direttore di Condé Nast Jonathan Newhouse, che le offre la direzione di Vogue Paris. Ad aprile 2006, girarono voci che Carine Roitfeld avrebbe dovuto prendere il posto di Glenda Bailey nella posizione di direttrice di Harper's Bazaar.
Il 17 dicembre 2010, dopo dieci anni di Vogue, la Roitfeld presenta le proprie dimissioni in seguito alle polemiche derivate dal servizio fotografico per Vogue France con protagoniste bambine in pose considerate troppo provocanti. Il suo posto viene preso da Emmanuelle Alt, che aveva lavorato come editrice moda sotto la direzione della stessa Roitfeld. Carine Roitfeld è ritornata a lavorare freelance, collaborando alle campagne autunno 2011 e primavera 2012 di Chanel, e completando il libro Irreverent, pubblicato da Rizzoli nel 2011 (ISBN 978-0847833689). Alla fine del 2011, ha confermato le voci secondo le quali la Roitfield stesse lavorando al lancio di una propria rivista. Nel settembre 2012 esce finalmente il primo numero. La rivista, intitolata CR Fashion Book sarà un semestrale. Il "CR" del titolo è la sigla con cui ha firmato per anni gli editoriali di Vogue Paris.

## Altri media
- Mademoiselle C, regia di Fabien Constant (2013) - Documentario